# Missioneres de la Divina Providència
Les Missioneres de la Divina Providència fou una congregació catòlica fundada el 1944 a Algemesí pel sacerdot Bernardo Asensi Cubells. Aquesta organització s'encarregava "d'evangelitzar als pobres, donar la catequesi, atendre les parròquies i el servei domèstic dels sacerdots diocesans i crear guarderies infantils".
La seu es troba en la casa de la beata Josepa Naval i Girbés. Les membres no han sigut monges o religioses perquè no va ser aprovada per l'Institut de la Vida Consagrada. Des de dècades va gestionar una sèrie de nou immobles, entre d'altres l'escoleta infantil Virgen del Pilar, situada a Bonrepòs i Mirambell. El quatre de juny de 2017 va deixar de viure un dels membres, la germana Encarna. Pocs dies després fou dissolta per ordre del Arquebisbat de València justificant-se en que l'associació tenia menys de tres membres, que és el número mínim, i li foren assignats dos gestors nomenats per l'arquebisbe d'aleshores Antonio Cañizares Llovera. A més l'Arquebisbat valencià bloquejà els comptes bancaris de l'entitat, la guarderia de Benrepòs passà a ser gestionada per la Fundació Sant Vicent Màrtir i passaren els registres comptables de l'organització a la Fiscalia perquè sospiten de malversació de fons per part de la directora Rosa Choque. Respecte la guarderia de Bonrepòs hi hagué una reacció negativa per part de l'alcalde Rubén Rodríguez, les famílies clientes i alguns altres veïns. El 7 de juny els membres de l'associació demanaren una explicació a per què l'arquebisbat creu que hi ha moviments fiscals anòmals. El 9 de juny es reuniren els membres de l'associació amb membres de l'arquebisbat i aconseguiren un pacte per realitzar una auditoria dels comptes, evitant portar el cas als jutjats.